# Serrières-sur-Ain
Serrières-sur-Ain és un municipi francès situat al departament de l'Ain i a la regió d'Alvèrnia-Roine-Alps. L'any 2007 tenia 115 habitants.

## Demografia

### Població
El 2007 la població de fet de Serrières-sur-Ain era de 115 persones. Hi havia 60 famílies de les quals 24 eren unipersonals (12 homes vivint sols i 12 dones vivint soles), 20 parelles sense fills i 16 parelles amb fills.
La població ha evolucionat segons el següent gràfic:
Habitants censats

### Habitatges
El 2007 hi havia 171 habitatges, 57 eren l'habitatge principal de la família, 99 eren segones residències i 15 estaven desocupats. 165 eren cases i 1 era un apartament. Dels 57 habitatges principals, 47 estaven ocupats pels seus propietaris, 7 estaven llogats i ocupats pels llogaters i 3 estaven cedits a títol gratuït; 3 tenien dues cambres, 16 en tenien tres, 16 en tenien quatre i 22 en tenien cinc o més. 46 habitatges disposaven pel capbaix d'una plaça de pàrquing. A 27 habitatges hi havia un automòbil i a 25 n'hi havia dos o més.

### Piràmide de població
La piràmide de població per edats i sexe el 2009 era:
| Homes | Edats   | Dones |
| ----- | ------- | ----- |
| 0     | 95 o +  | 0     |
| 0     | 90 a 94 | 0     |
| 0     | 85 a 89 | 0     |
| 0     | 80 a 84 | 0     |
| 8     | 75 a 79 | 0     |
| 0     | 70 a 74 | 4     |
| 4     | 65 a 69 | 0     |
| 4     | 60 a 64 | 4     |
| 8     | 55 a 59 | 0     |
| 0     | 50 a 54 | 4     |
| 0     | 45 a 49 | 8     |
| 8     | 40 a 44 | 0     |
| 4     | 35 a 39 | 4     |
| 0     | 30 a 34 | 0     |
| 4     | 25 a 29 | 0     |
| 0     | 20 a 24 | 0     |
| 8     | 15 a 19 | 8     |
| 0     | 10 a 14 | 4     |
| 0     | 5 a 9   | 0     |
| 0     | 0 a 4   | 0     |

## Economia
El 2007 la població en edat de treballar era de 86 persones, 53 eren actives i 33 eren inactives. De les 53 persones actives 50 estaven ocupades (32 homes i 18 dones) i 3 estaven aturades (1 home i 2 dones). De les 33 persones inactives 14 estaven jubilades, 6 estaven estudiant i 13 estaven classificades com a «altres inactius».

### Ingressos
El 2009 a Serrières-sur-Ain hi havia 58 unitats fiscals que integraven 108 persones, la mediana anual d'ingressos fiscals per persona era de 19.345,5 €.

### Activitats econòmiques
Dels 4 establiments que hi havia el 2007, 1 era d'una empresa de fabricació d'altres productes industrials, 2 d'empreses d'hostatgeria i restauració i 1 d'una empresa de serveis.
Els 2 serveis als particulars que hi havia el 2009 eren restaurants.

## Poblacions més properes
El següent diagrama mostra les poblacions més properes.